# Heterotaxis santanae
Heterotaxis santanae är en orkidéart som först beskrevs av Germán Carnevali och Ivón Mercedes Ramírez Morillo, och fick sitt nu gällande namn av Isidro Ojeda och Germán Carnevali. Heterotaxis santanae ingår i släktet Heterotaxis och familjen orkidéer. Inga underarter finns listade i Catalogue of Life.